# Evangelisch-lutherische Kirche Rusnė
Die Evangelisch-lutherische Kirche in Rusnė (litauisch Rusnės evangelikų liuteronų bažnyčia) ist ein 1809 errichtetes Gotteshaus im Zentrum des Städtchens Rusnė (deutsch Ruß) im litauischen Bezirk Klaipėda (Memel).

## Geographische Lage
Rusnė liegt im einstigen Ostpreußen im Mündungsdelta des Flusses Memel (litauisch: Nemunas) und gehört zur Rajongemeinde Šilutė (Heydekrug). In den Ort führt die von Šilutė kommende Nationalstraße KK 206. Šilutė ist auch die nächste Bahnstation und liegt an der Bahnstrecke Sowetsk–Klaipėda (Tilsit–Memel), die seit 2011 allerdings nicht in Betrieb ist.
Die Kirche steht im Ortszentrum östlich der Taikos gatvė und nördlich der K. Donelaičio gatvė bzw. Neringos gatvė.

## Kirchengebäude
In Ruß stand einst die älteste Kirche des Kirchenkreises Heydekrug. In der Ordenszeit wurde sie 1419 als erste Kirche des Ortes errichtet. Am 23. Mai 1774 (Pfingstmontag) vernichtete sie ein Brand – zusammen mit dem Pfarrhaus samt Wirtschaftsgebäuden, dem Amtshaus und weiteren Anwesen. In den Flammen gingen auch Akten und Urkunden der Kirche verloren.

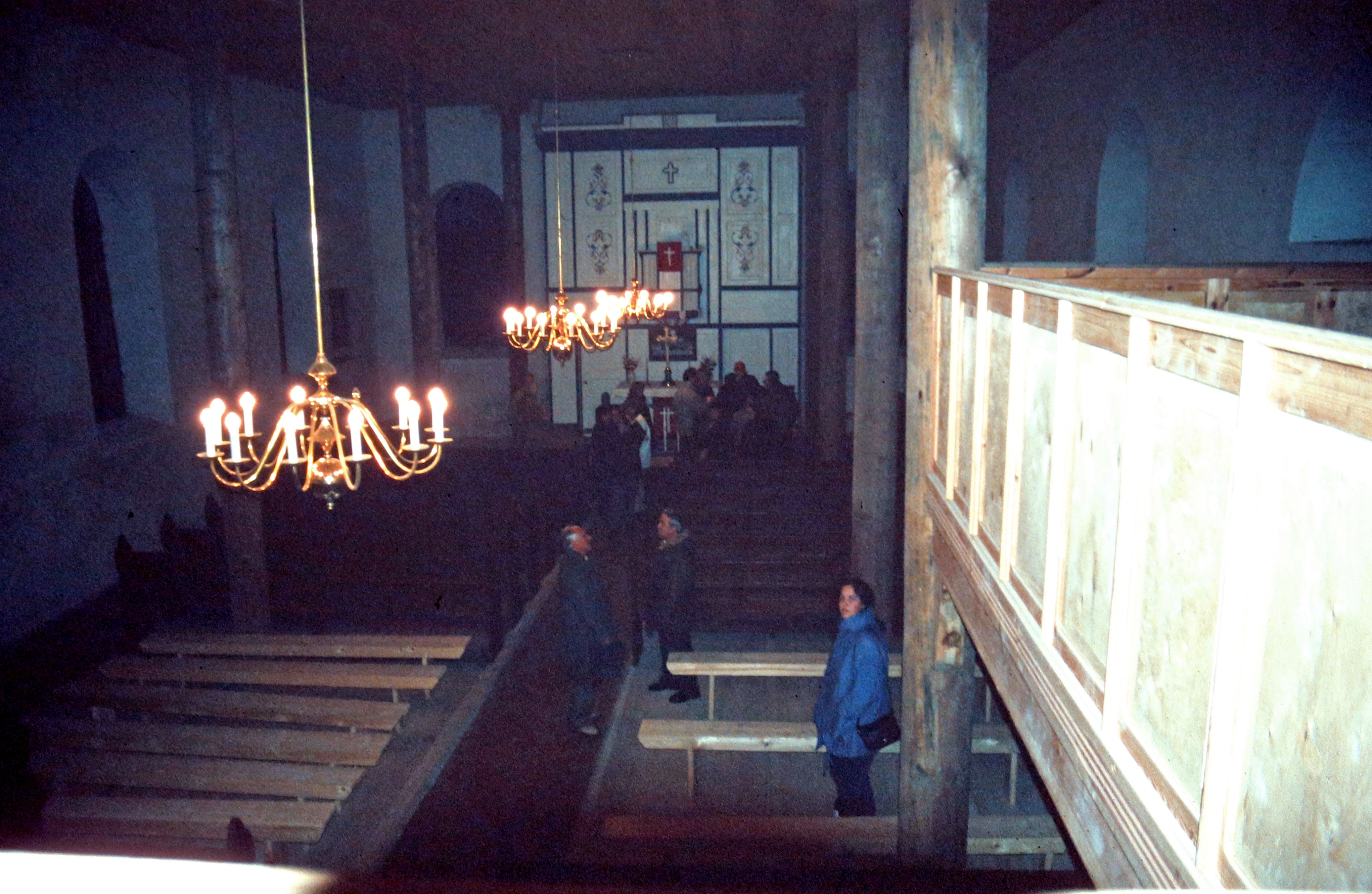
Innenraum der Kirche kurz nach der Wiederherstellung 1996

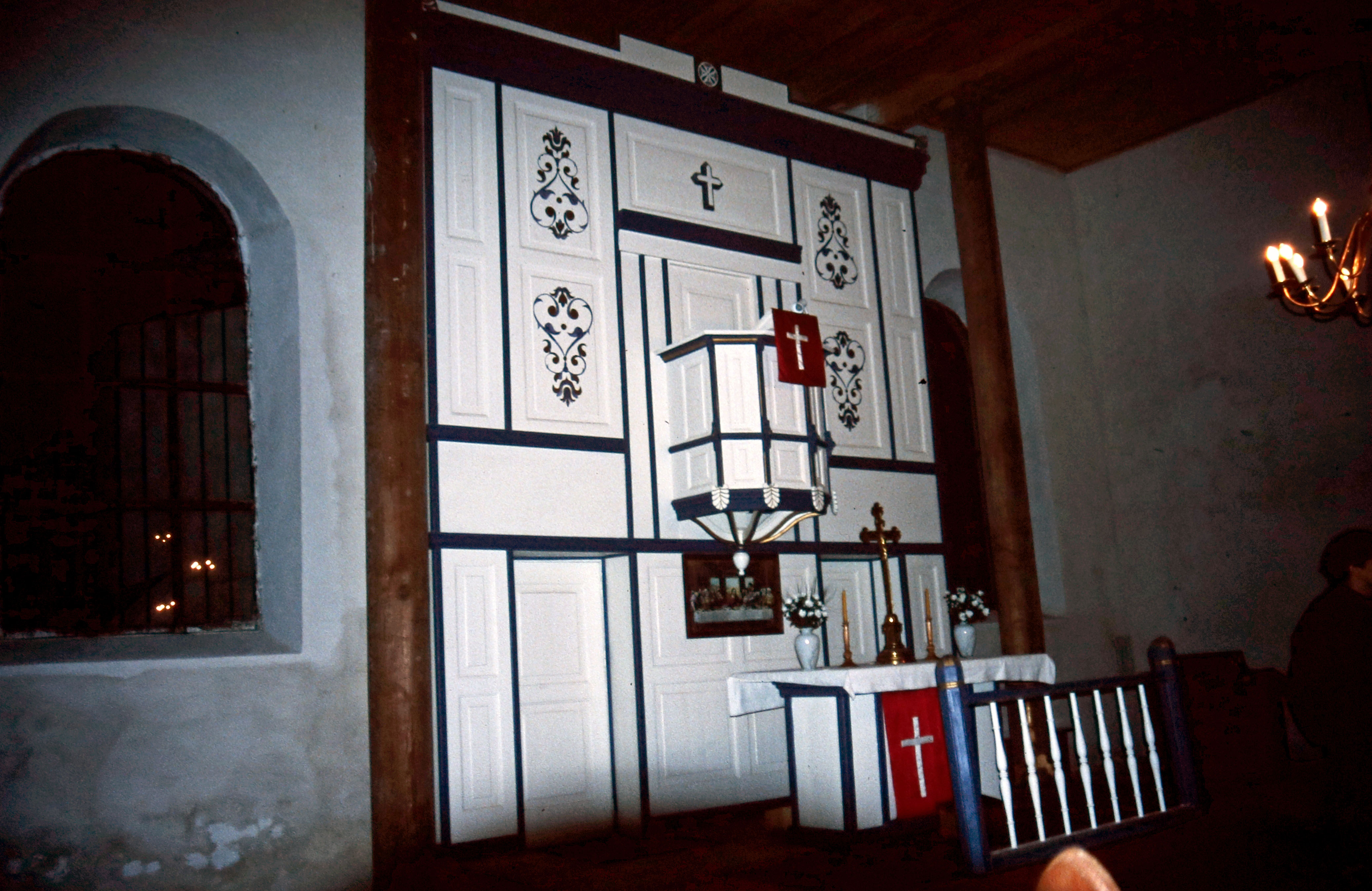
Wiederhergestellter Altar 1996

In den darauffolgenden Jahren fanden die Gottesdienste und Amtshandlungen in einer hölzernen Notkirche statt, die ihrerseits 1789 auch ein Opfer von Feuer wurde.
Im Jahre 1809 wurde dann die jetzige Kirche in Feldstein- und Ziegelmauerwerk mit massivem Turm gebaut. Der starke Unterbau des Turms, der noch existiert, stammt mitsamt dem gewölbten Eingang noch von der ersten Ordenskirche. Äußerlich wirkt das Gebäude insgesamt sehr wuchtig.
Der Kircheninnenraum wirkte bis noch in die Zeit vor 1945 sehr dunkel. Grund dafür war die weithereinragende Empore für Chor und Orgel. Altar und Kanzel waren miteinander verbunden. Aus den früheren beiden Kirchen blieben einige Ausstattungsgegenstände erhalten, darunter ein Altarleuchter.
Im Jahre 1827 erhielt die Kirche eine Orgel. Sie wurde 1898 durch ein Instrument des Orgelbaumeisters August Terletzki in Elbing (heute polnisch: Elbląg) ersetzt. Diese Orgel existiert nicht mehr, die Beschaffung eines neuen Instrumentes ist beabsichtigt.
Zwei Glocken bildeten das Geläut der Kirche. Sie stammten aus dem Jahre 1783.
Den Zweiten Weltkrieg hat die Kirche nahezu unbeschadet überstanden, sie wurde in den Jahren nach 1945 auch noch für gottesdienstliche Zwecke genutzt. Dann jedoch verfügten die staatlichen Stellen die Schließung des Gebäudes, das danach verfiel. Das Kirchenschiff übergab man der alten und weiter betriebenen Taubstummenanstalt als Turnhalle.
Nach aufwendigen Reparaturarbeiten bei reger Beteiligung aus der Bevölkerung wurde die Kirche am 21. August 1994 mit einem feierlichen Gottesdienst in litauischer und deutscher Sprache wieder eingeweiht. Der Innenausbau erfolgte weitestgehend nach historischem Vorbild. 1995 waren auch die Außenarbeiten an der Kirche abgeschlossen. Durch noch verbliebene Feuchtigkeit entstanden Verputzschäden, die in der Folgezeit saniert worden sind.

## Kirchengemeinde

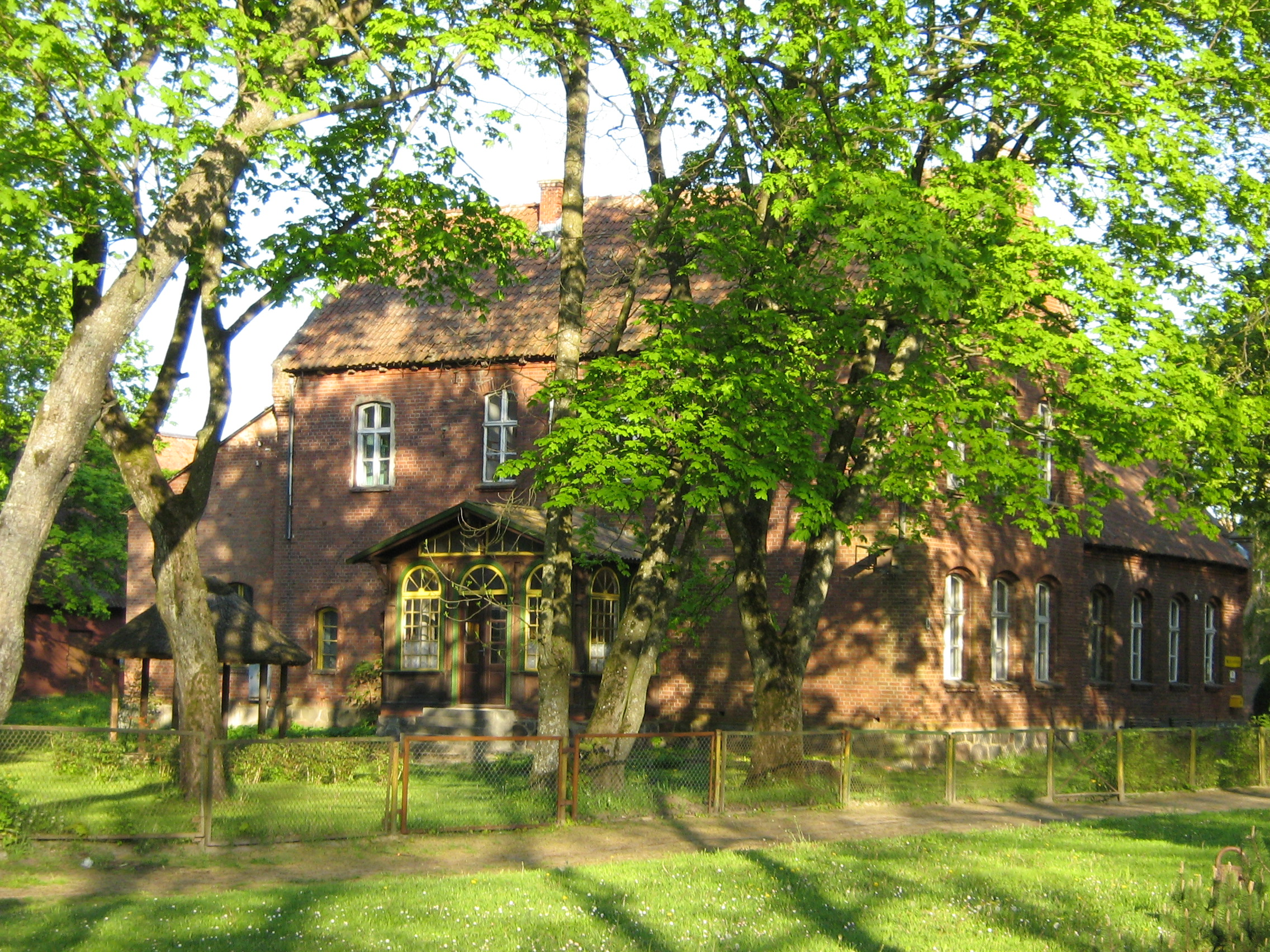
Das ehemalige evangelische Pfarrhaus Ruß (Rusnė) im Jahr 2007

Die Gründungszeit eines Kirchspiels in Ruß liegt um 1419. Mit Einführung der Reformation wurde die Pfarrstelle ab 1541 mit einem lutherischen Geistlichen besetzt, mit dem ab Ende des 19. Jahrhunderts ein zweiter Pfarrer Dienst tat. Der Kirche Ruß, die zunächst zur Inspektion Memel (heute litauisch: Klaipėda) gehörte, war bis 1644 die Filialkirche Karkeln (heute russisch: Myssowka) und bis 1711 die Filialkirche Schakuhnen (der Ort hieß zwischen 1938 und 1946: Schakendorf, jetzt russisch: Lewobereschnoje) zugeordnet.
Ruß war bis 1945 Teil des Kirchenkreises Heydekrug (litauisch: Šilutė), der zur Kirchenprovinz Ostpreußen (zwischen 1919 und 1939 dem Synodalverband Memelland) der Kirche der Altpreußischen Union gehörte.
Nach 1945 wurde die Kirche geschlossen. Anfang der 1990er Jahre wurde sie der Ortsgemeinde der Evangelisch-lutherischen Kirche in Litauen übereignet, die sie nun – grundlegend restauriert – als ihr Gotteshaus nutzt.

### Kirchspielorte (bis 1945)
Zum Kirchspiel der Kirche Ruß gehörten vor 1945 außer dem Pfarrort noch 16 Dörfer und kleinere Ortschaften, die heute im Gebiet Litauens als auch Russland (Oblast Kaliningrad) liegen:
| Name                                                   | Litauischer Name | Russischer Name |  | Name                               | Litauischer Name | Russischer Name |
| ------------------------------------------------------ | ---------------- | --------------- |  | ---------------------------------- | ---------------- | --------------- |
| Ackminge 1938–46: Ulrichswiese                         |                  | Selenez         |  | Sausgallen                         | Sausgalviai      |                 |
| Adlig Brionischken                                     |                  | Seljony Mys     |  | Skiwietell                         | Skirvytėlė       |                 |
| Atmath                                                 | Atmata           |                 |  | Skirwieth I 1938–46: Skirwiet      |                  | Borowoje        |
| Bismarck, Kolonie                                      | Žalgiriai        |                 |  | Skirwieth II                       | Skirvyte         |                 |
| Bredszull 1936–38: Bredschull 1938–46: Kleinelchwinkel |                  | Tschistoje      |  | Sziesze 1938–46: Schieß            | Šyša             |                 |
| Jodekrandt                                             | Pelkininkai      |                 |  | Szieszkrandt 1938–46: Schießkrandt | Šyškrantė        |                 |
| Kuwertshof                                             | Uostadvaris      |                 |  | Tattamischken                      | Tatamiškiai      |                 |
| Pokallna                                               | Pakalnė          |                 |  | Warruß                             | Vorusnė          |                 |

### Pfarrer (bis 1945)
Von der Reformation bis 1945 amtierten an der Kirche Ruß als evangelische Geistliche:
| - Simon Alector, ab 1541 - Gregorius Vilnensis, 1558 - Nicolaus Sautyll, 1586/1595 - Lazarus Sengstock, 1595–1598 - Peter Clocovius, 1598–1602 - Theodor Clocovius, 1602–1629 - Christoph Prätorius, 1629–1631 - Johann Sperber, 1631–1656 - Michael Gallus, 1656–1698 - Bartholomäus Schultz, 1681–1710 - Johann Jacob Sperber, 1711–1741 - Johann Broscovius, 1741–1773 - Theodor Gottlieb Thilo, 1767–1795 - Daniel Wahl, 1796–1826 - Wilhelm Theodor Schimmelpfennig, 1826–1831 - Carl Eduard Ziegler, 1831–1851 | - David Peteaux, 1851–1857 - Carl Eduard Schrader, 1857–1872 - Otto Friedrich Hermann Krauß, 1873–1895 - Emil Hermann Ewald Riel, 1893–1905 - Carl Maximilian Uckermark, 1895–1900 - Arthur Br. Hch. Pipirs, 1900–1903 - Johann Ed. Ernst Christoleit, 1902 - Franz Carl Hugo Gregor, 1903–1914 - Fritz Moser, 1906–1911 - Christoph Jurkschat, 1912–1915 - Konrad Oloff, 1915–1932 - Valentin Gailus, 1921–1924 - Martin Schernus, ab 1925 - Michael Klumbies, ab 1932 - Walter Grops, 1937–1945 |

### Kirchenbücher
Die Kirchenbücher von Ruß sind fast nur noch als Verfilmungen des Reichssippenamtes erhalten, die heute im Sächsischen Staatsarchiv in Leipzig lagern. Vorhanden sind die Verfilmungen:
- Taufen: 1774 bis 1858
- Trauungen: 1791 bis 1835
- Begräbnisse: 1852 bis 1863.

Als Originale sind erhalten: Begräbnisse 1907 bis 1944.

## Verweise
1. 1 2 3  Rusnė - Ruß bei ostpreussen.net
2. ↑  Walther Hubatsch, Geschichte der evangelischen Kirche Ostpreußens, Band 2: Bilder ostpreussischer Kirchen, Göttingen, 1968, S. 100, Abb. 430
3. ↑  Jörg Naß zur Orgel in Rusnė (Memento vom 22. Juli 2014 im Internet Archive)
4. 1 2 3  Ruß bei wiki-de
5. 1 2  Walther Hubatsch, Geschichte der evangelischen Kirche Ostpreußens, Band 3: Dokument, Göttingen, 1968, S. 510
6. ↑  Friedwald Moeller, Altpreußisches evangelisches Pfarrerbuch von der Reformation bis zur Vertreibung im Jahre 1945, Hamburg, 1968, S. 124